# Chevannes-Changy
Chevannes-Changy este o comună în departamentul Nièvre din centrul Franței. În 2009 avea o populație de 147 de locuitori.

## Evoluția populației
| An        | 1975 | 1982 | 1990 | 1999 | 2006 | 2009 |
| --------- | ---- | ---- | ---- | ---- | ---- | ---- |
| Populație | 230  | 191  | 166  | 157  | 156  | 147  |